# 埃迪內茨
埃迪内茨是摩爾多瓦的城市，也是埃迪内茨區的首府，位於該國北部，距離首都基希涅夫201公里，始建於1431年，面積5.7平方公里，主要經濟活動是跨境貿易，2012年人口20,200。

## 外部連結
- Edineţ District Council（页面存档备份，存于）
- Weather in Edineţ（页面存档备份，存于）
- Meteo Moldova
- Edineţ telephone directory（页面存档备份，存于）
- Edineţ based radio station（页面存档备份，存于）
- Yad l'Yedinitz; memorial book for the Jewish community of Edineţ, Bessarabia（页面存档备份，存于）

48°10′N 27°19′E / 48.167°N 27.317°E